# Xã đặc quyền Allendale, Michigan
Xã Allendale (tiếng Anh: Allendale Township) là một xã thuộc quận Ottawa, tiểu bang Michigan, Hoa Kỳ. Năm 2010, dân số của xã này là 20.708 người.